# San José de Guaribe (khu tự quản)
San José de Guaribe là một khu tự quản thuộc bang Guárico, Venezuela. Thủ phủ của khu tự quản San José de Guaribe đóng tại San José de Guaribe. Khự tự quản San José de Guaribe có diện tích 1128 km2, dân số theo điều tra dân số ngày 21 tháng 10 năm 2001 là 9998 người.